# Joan Baptista Grau i Vallespinós
Joan Baptista Grau i Vallespinós fou un religiós català nascut a Reus el 1832 - i mort a Tábara (Zamora) el 1893.
Va estudiar a Reus i Barcelona i es va llicenciar el 1856. El 1859 va ser ordenat sacerdot. El 1862 va ser nomenat canonge de la catedral de Las Palmas. Un anys després va ser nomenat canonge a Tarragona, on durant la seva estada va dirigir la Revista de la devocion á los purísimos corazones de Jesus y María. El 1867 fou elegit president de la Societat Arqueològica de Tarragona. El 1874 va fundar l'Associació de Sacerdots Missioners. El 1886 va ser designat per Lleó XIII com a bisbe d'Astorga i va prendre possessió el 26 d'octubre d'aquell any. Va restaurar el palau episcopal (destruït per un incendi), restauració que encarregà al seu amic i compatrici Antoni Gaudí. El 1889 va fundar un Museu Arqueològic diocesà, així com algunes escoles per a nens. Va morir a Tavara, Astorga, el 1893. Des del 1916 té un carrer dedicat a Reus, (Carrer del Bisbe Grau), actualment al costat del barri Gaudí, i abans al carrer que ara s'anomena carrer de la Presó, on s'ubica el Bravium, antic Centre Catòlic, al qual el bisbe va llegar la seva biblioteca que es conserva en aquest lloc. La ciutat de Reus el va nomenar fill il·lustre. La seva casa natal ha estat declarada Bé Cultural d'interès local.